# Састіравела (Грама Ніладхарі)
Грама Ніладхарі Састіравела (№ PP/6) — Грама Ніладхарі підрозділу ОС Лахугала, округ Ампара, Східна провінція, Шрі-Ланка.

## Демографія
| Населення (2007) | Населення (2007) | Населення (2007) | Населення (2007) | Населення (2007) |
| Населення        | Чоловіки         | Жінки            | Діти             | Дорослі          |
| ---------------- | ---------------- | ---------------- | ---------------- | ---------------- |
| 741              | 367              | 374              | 266              | 475              |